# Jacopo da Empoli

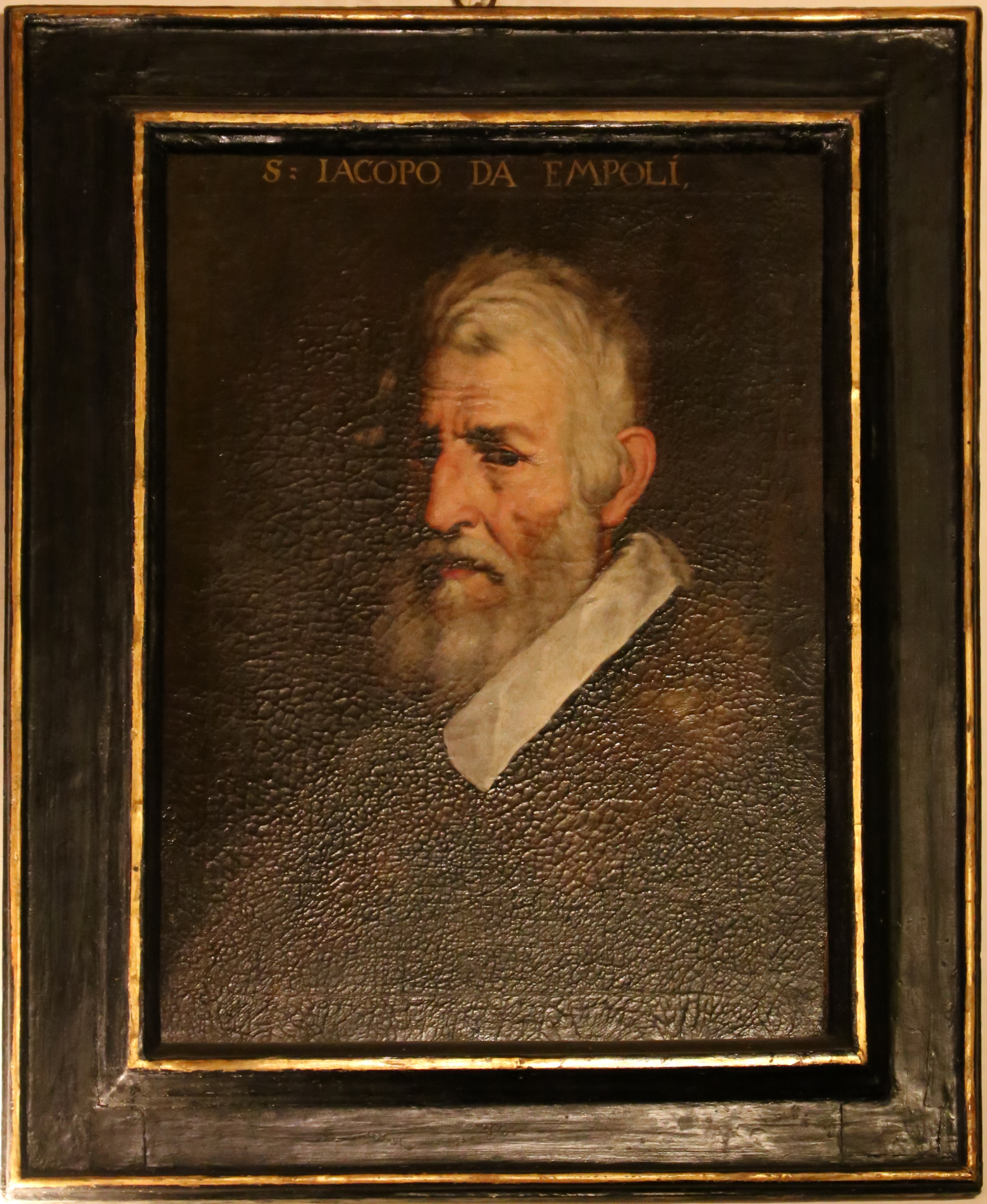
Jacopo da Empoli

Jacopo da Empoli, auch bekannt als Jacopo Chimenti (* 30. April 1551 in Florenz; † 30. September 1640 ebenda), war ein italienischer Maler und Zeichner.

## Biographie
Da Empoli wurde als Sohn von Chimenti di Girolamo di Michele und Alessandra di Iacopo Tatti, der Tochter des Bildhauers und Architekten Andrea Sansovino, geboren. Er verbrachte wahrscheinlich sein ganzes Leben in Florenz und war Schüler von Maso da San Friano, aufgrund des Todes seines Lehrmeisters jedoch nur bis zu seinem 20. Lebensjahr, also 1571.
Obwohl er kein direkter Schüler von Santi di Tito war, folgte Empoli dessen Lehrmethode, sich mehr an klassischen Vorbildern zu orientieren als an manieristischen Idealen und die großen florentinischen Meister des frühen 16. Jahrhunderts zu kopieren: Fra Bartolommeo, Andrea del Sarto und Pontormo. Für Kardinal Carlo de’ Medici kopierte er Fra Bartolomeos Auferstehung Christi und zwei Propheten aus der Cappella Billi der Annunziata, und hatte damit soviel Erfolg, dass selbst einige Maler das Original nicht als besser befanden. Einen besonders starken und bleibenden Einfluss hatte das Werk del Sartos, und während Empoli dessen Fresken im Kreuzgang der Annunziata kopierte, ließ er sich von der Witwe Begebenheiten aus del Sartos Leben erzählen.
Empolis frühestes bekanntes datiertes Werk ist eine Madonna mit Heiligen aus dem Jahr 1579 im Louvre.
Er malte Wandgemälde in der Certosa San Lorenzo di Galluzzo (um 1580) und dem Kloster von Boldrone, gab diese Kunstgattung jedoch auf, nachdem er in der Kartause vom Gerüst gefallen war.
In seiner eigenen Malerei folgte Empoli einem toskanischen Naturalismus, der bis an den Rand des Barock reicht, wobei er besonders in der Darstellung von Heiligenvisionen exzellierte, die in ein übernatürliches Licht getaucht sind. Dazu gehört bereits die 1581 vollendete große Erscheinung der unbefleckten Empfängnis („Concezione“) für die florentinische Kirche San Remigio (Abb. unten). Im Laufe der Zeit nahm er auch Einflüsse der venezianischen Malerei, von Barocci und den Carracci auf, die er vermutlich entweder durch einige nach Florenz importierte Originale oder durch andere florentinische Maler kennenlernte, wie Passignano, Ligozzi, oder Cigoli. Sein Stil behielt jedoch immer das klare Disegno und den etwas schlichten und trockenen toskanischen Charakter.
Zu seinen bekanntesten Werken gehört die Madonna del soccorso, die ursprünglich für die Kirche Santa Maria Soprarno entstand und sich heute im Palazzo Pitti befindet; sie ist mit 1591 datiert und signiert. Weitere bedeutende Werke da Empolis sind die Himmelfahrt Mariä (um 1595–97) in der Santissima Annunziata in Florenz, die signierte und datierte Verkündigung (1599) der Chiesa Nuova von Pontedera (siehe Abb. oben), und das Bild Susanna im Bade (1600) im Kunsthistorischen Museum in Wien.
Neben zahlreichen Madonnenbildern mit Heiligen sowie Darstellungen der Verkündigung und der Maria Immaculata, gelten als seine Hauptwerke der sogenannte Rospigliosi-Altar (San Domenico, Pistoia) – eine Darstellung des Hl. Karl Borromäus mit der Stifterfamilie, die er 1613 schuf – und das drei Jahre später für den Magistrato de Pupilli entstandene Gemälde Der Hl. Ivo mit Witwen und Waisen im Palazzo Pitti in Florenz, außerdem das ausgesprochen realistische Gemälde Die Ehrbarkeit des Hl. Eligio (1614) in den Uffizien (Abb. unten).

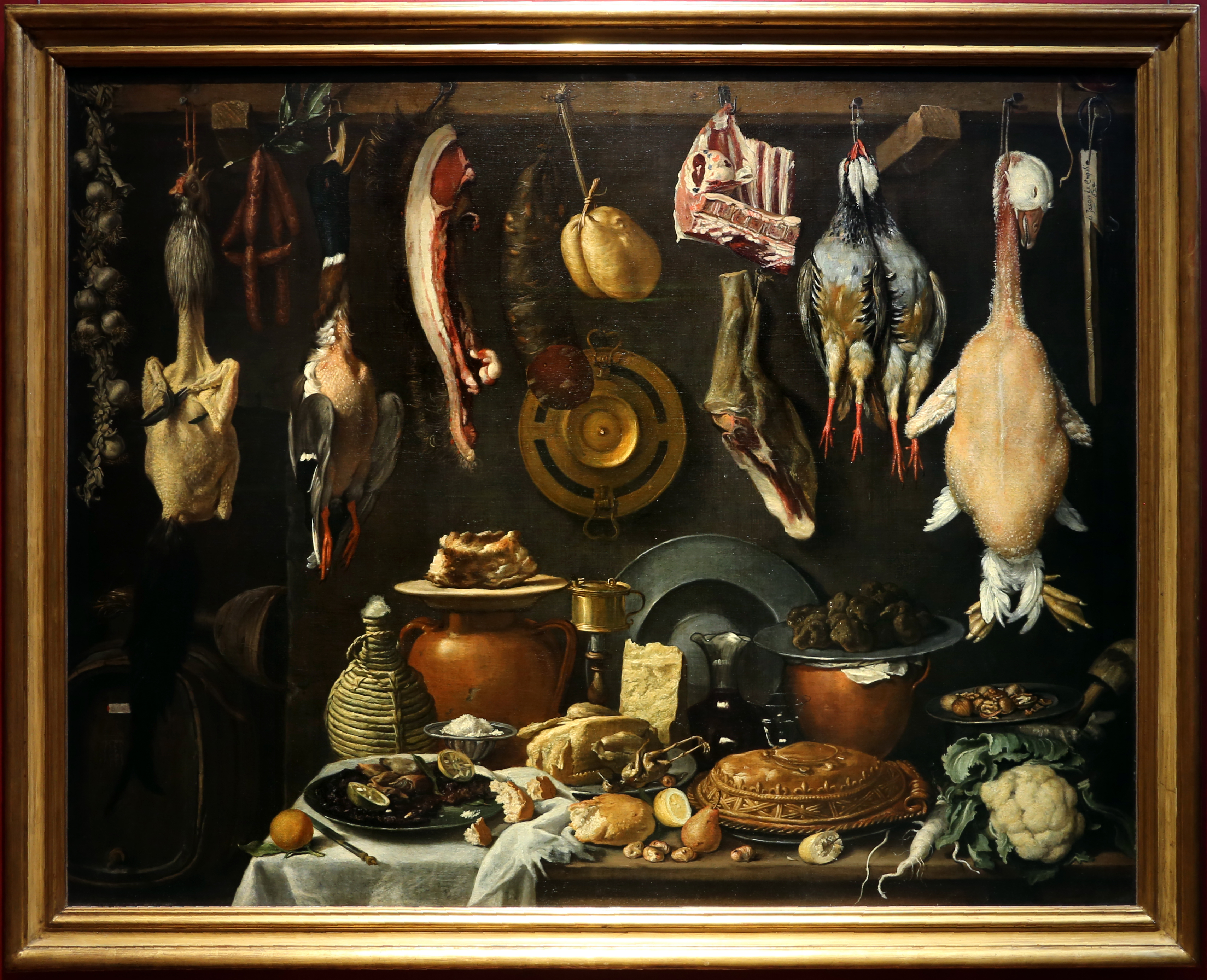
Vorratskammer mit Geflügel, 1624, Öl auf Leinwand, 119 × 152 cm, Uffizien, Florenz

Empoli ist auch bekannt für sehr realistisch wirkende Porträts – darunter ein Gruppenbildnis von der Hochzeit der Maria de’ Medici mit Henri IV. (1600; Uffizien) – und für einige Stillleben. Letztere zeigen oft große Tafeln oder Vorratskammern mit verschiedenen Speisen und zählen zu seinem Spätwerk. Beispiele befinden sich im Palazzo Pitti (1621, 1624), in der Collezione Molinari Pradelli (u. a. von 1625), und im County Museum in Los Angeles. Anscheinend war er auch an Bühnendekorationen für Theateraufführungen zu besonderen Anlässen bei den Medici beteiligt.
Sein letztes bekanntes Werk ist die 1628 vollendete Madonna in Glorie mit Heiligen in der Cappella del Palagio der Santissima Annunziata.
Die letzten Jahre seines langen Lebens waren von Geldsorgen überschattet und er sah sich gezwungen seine Zeichnungen zu verkaufen. Nach seinem Tode im Jahr 1640 wurde er in der Basilica di San Lorenzo bestattet. Als Erben setzte er seine Schwestern und einen Sohn seines Bruders Girolamo ein.
Zu seinen Schülern gehörten Felice Ficherelli und Giovanni Battista Vanni.

## Bildergalerie

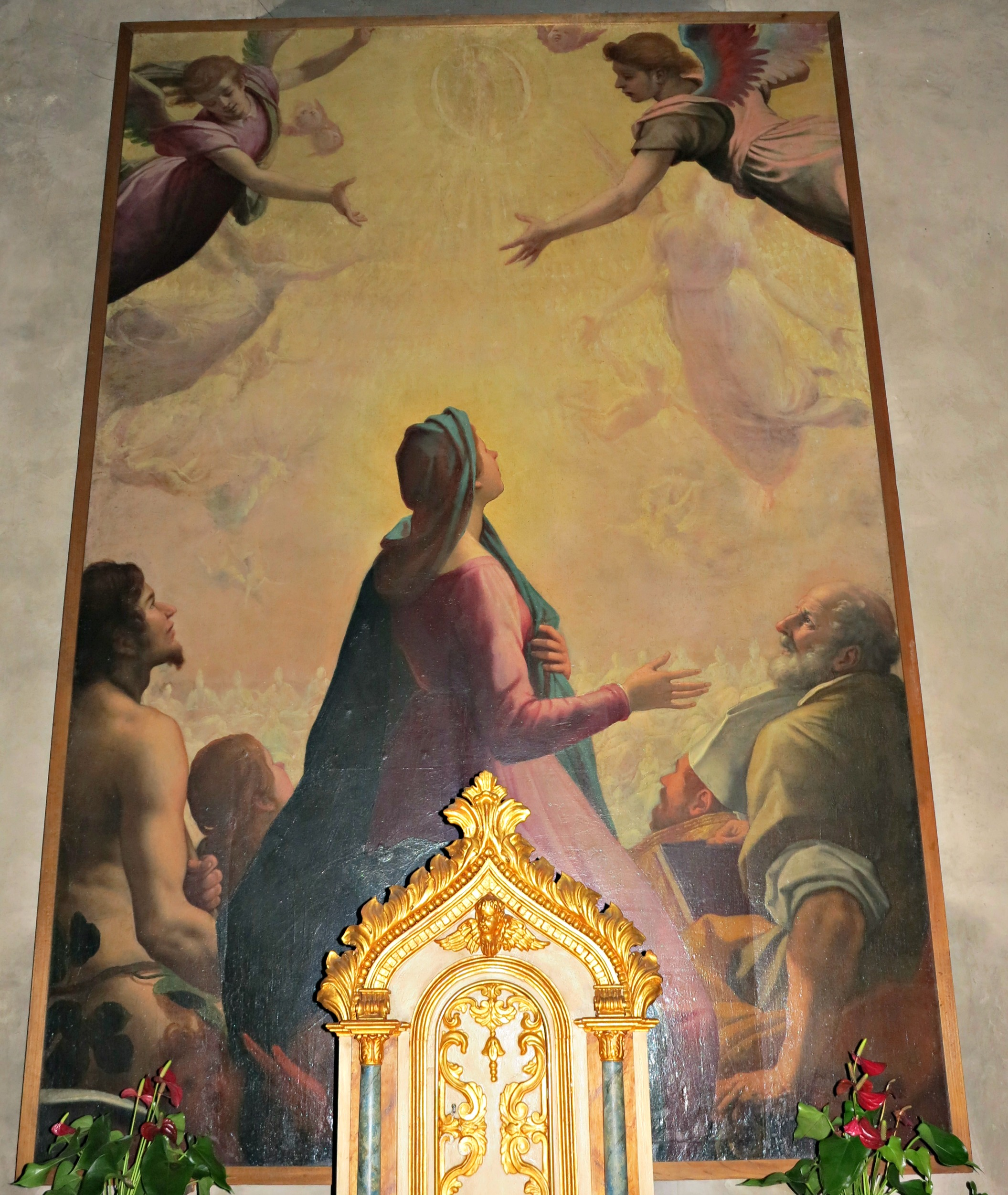
Erscheinung der unbefleckten Empfängnis (Alighieri-Altar), 1581, San Remigio, Florenz
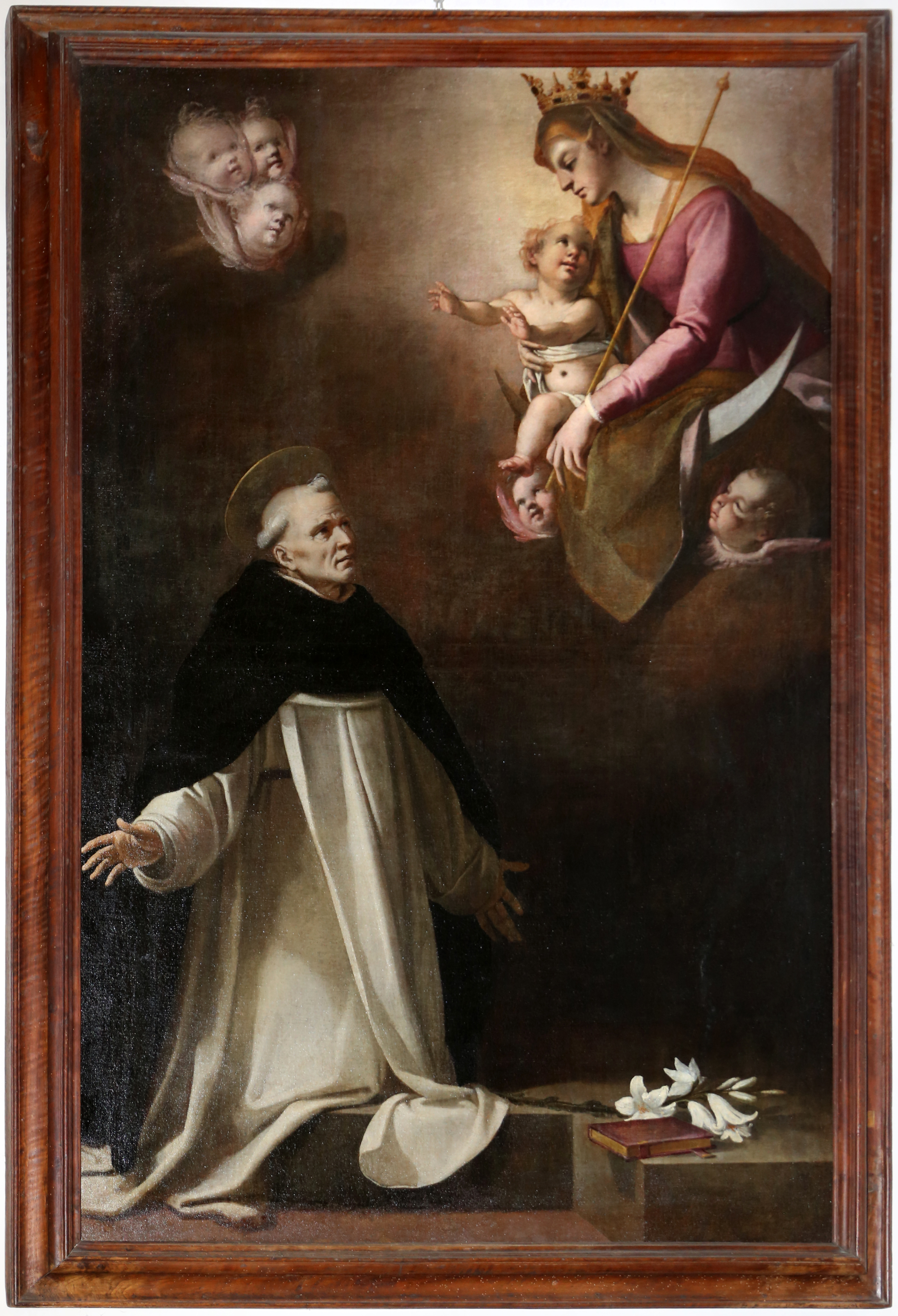
Die Madonna erscheint dem Hl. Hyazinth, ca. 1594, Konvent San Felice, Florenz
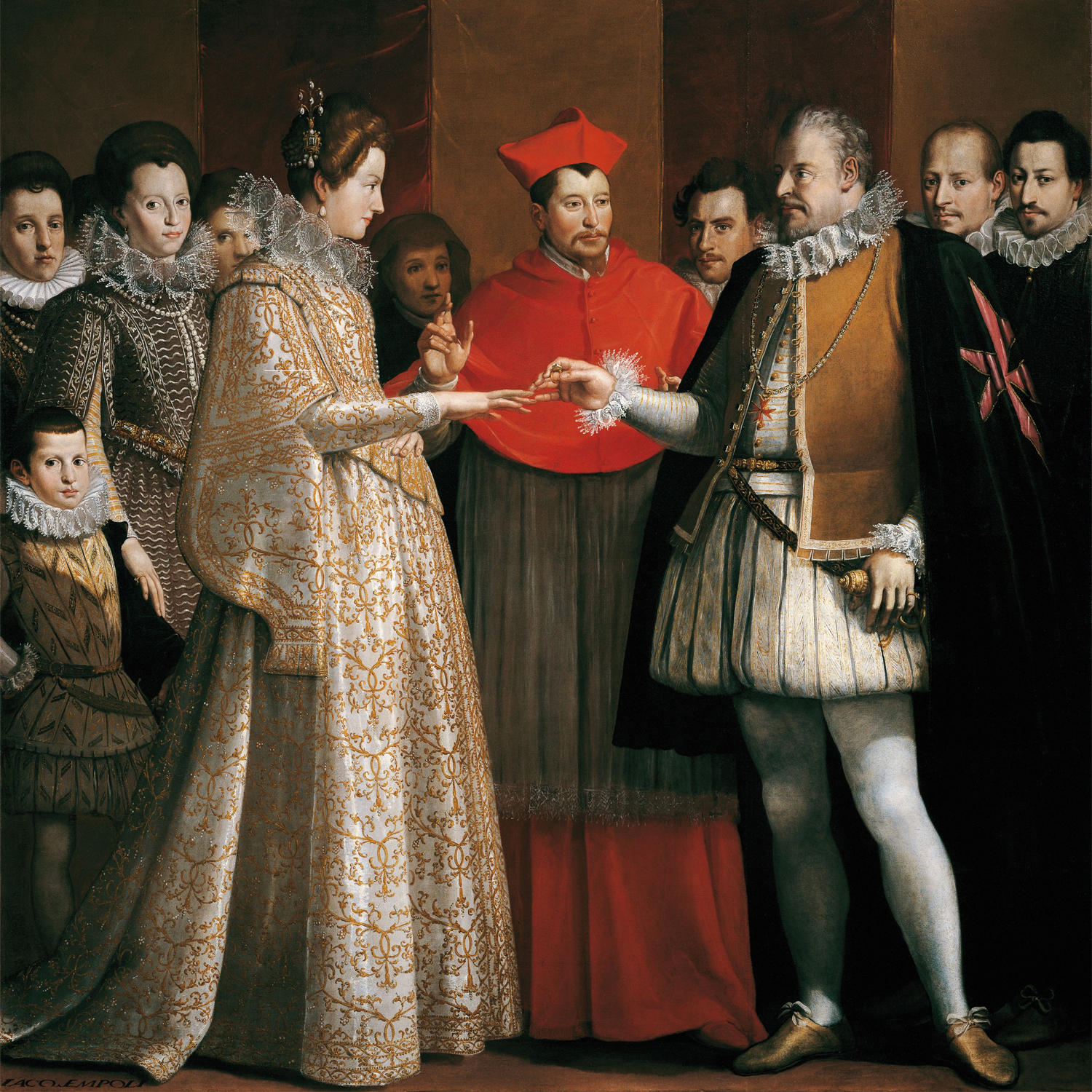
Hochzeit der Maria de’ Medici mit Henri IV., 1600, Öl auf Leinwand, 242 × 242 cm, Uffizien, Florenz
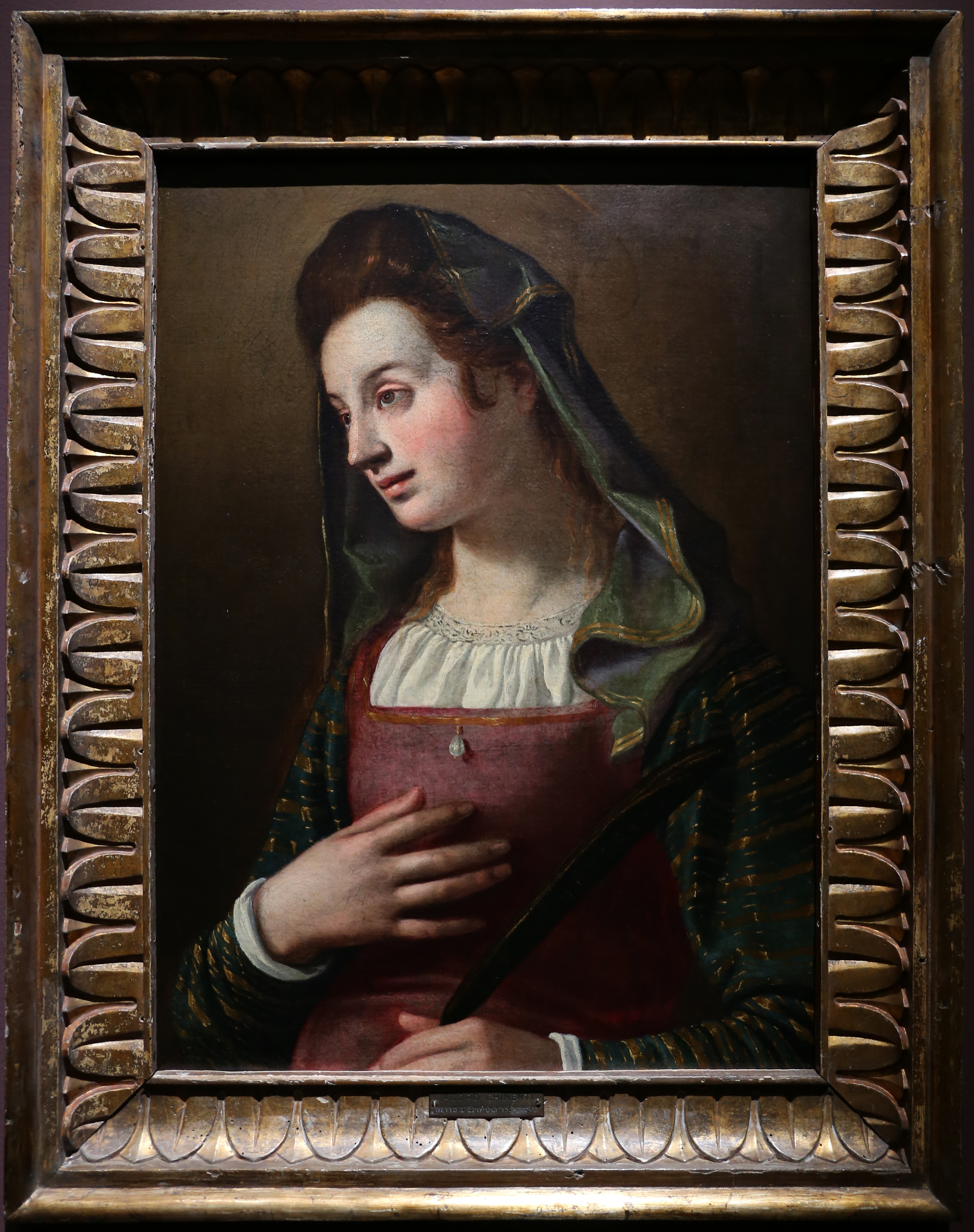
Porträt einer Dame als Hl. Margarete, 1600, Privatsammlung
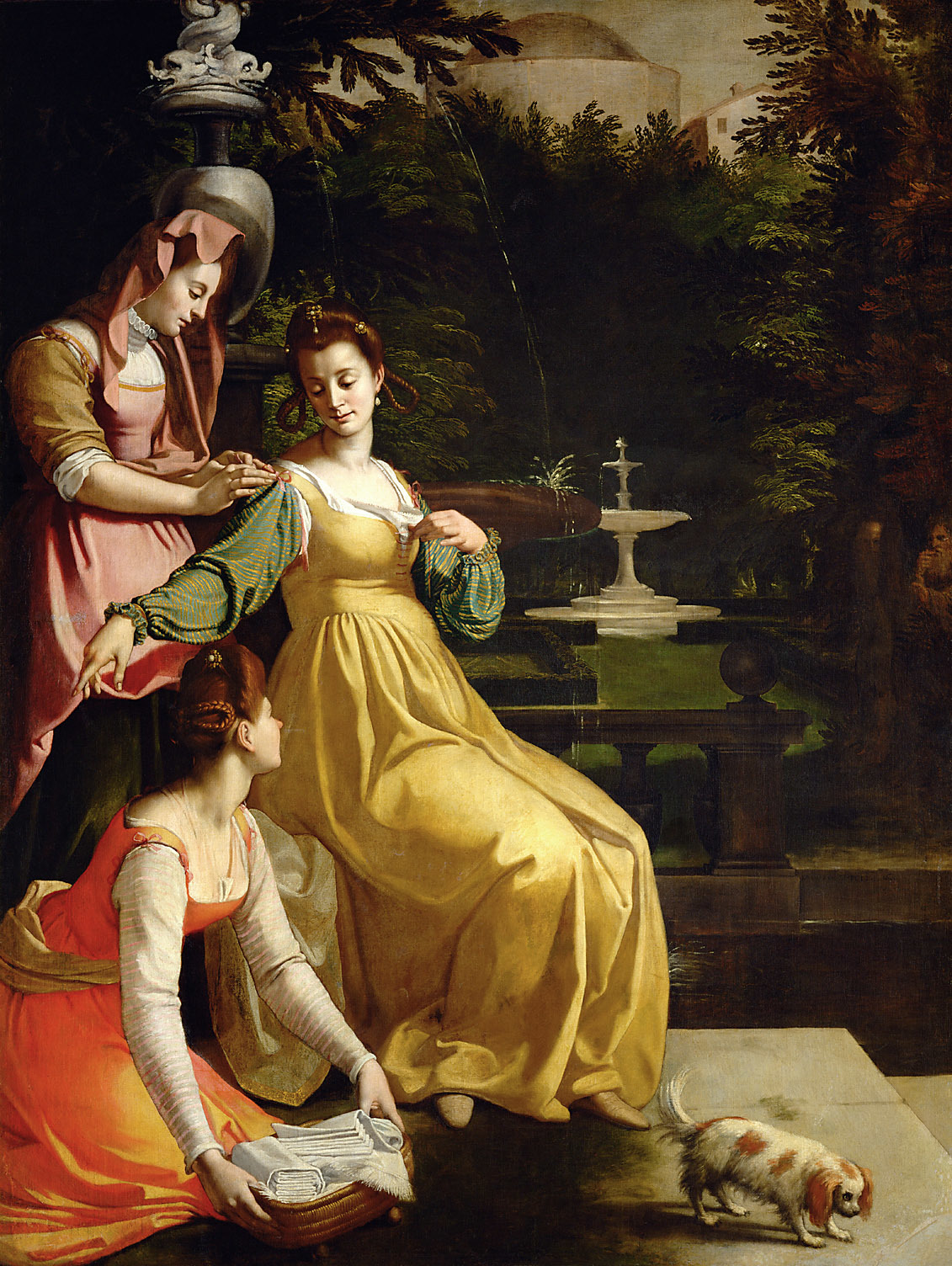
Susanna im Bade, 1600, Kunsthistorisches Museum, Wien
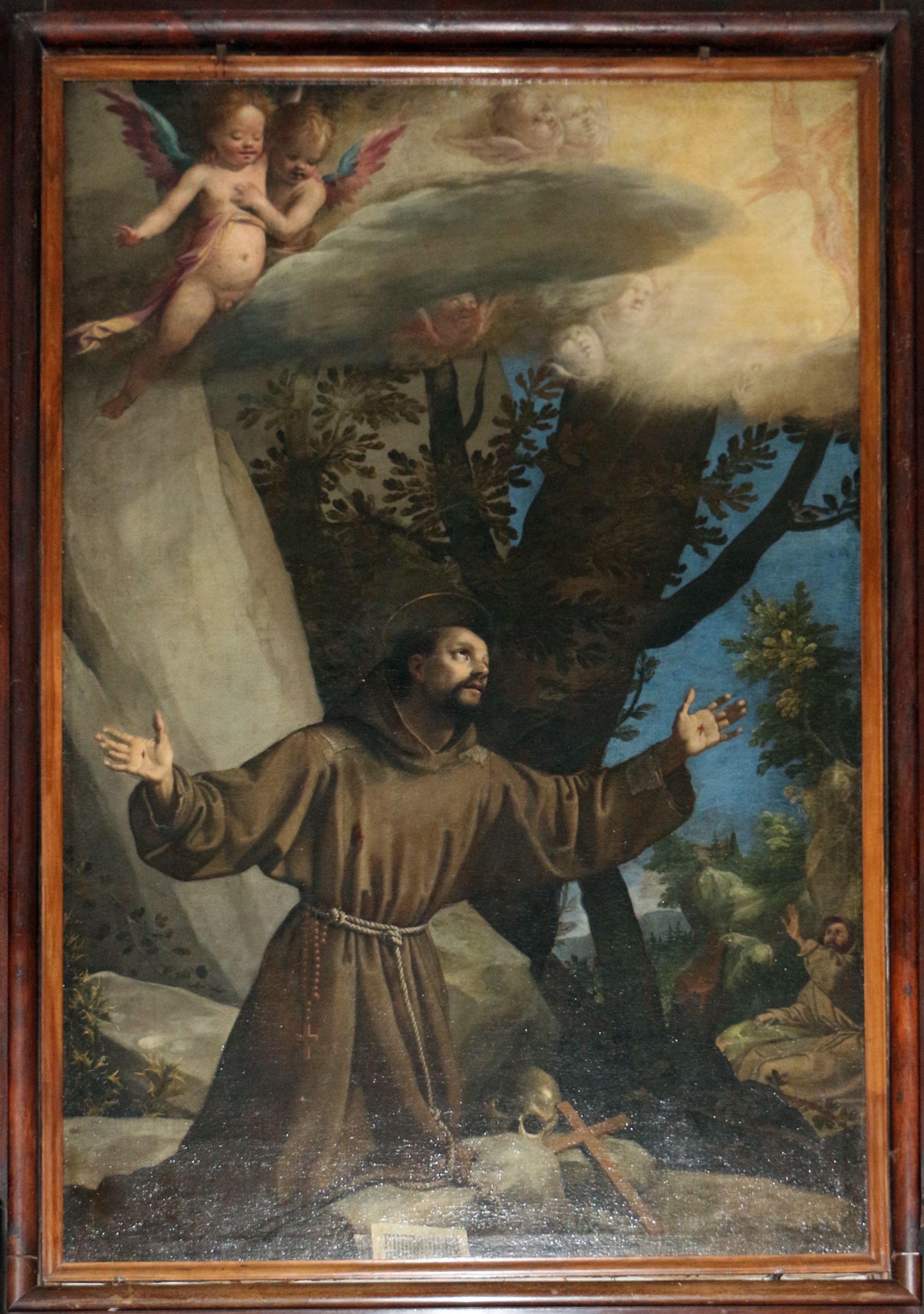
Stigmatisation des Hl. Franziskus, 1602, Kirche Santi Francesco e Chiara, Florenz
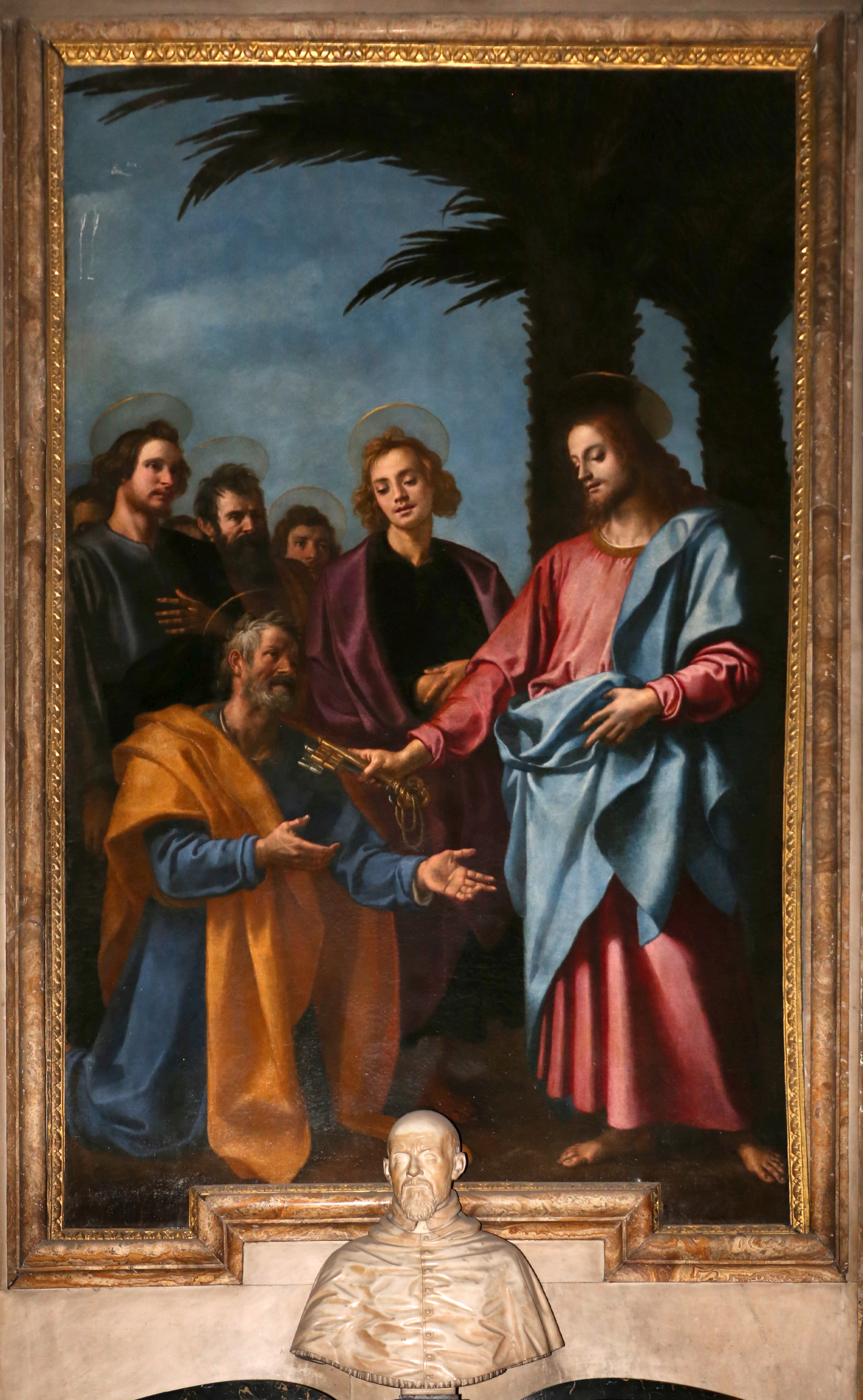
Jesus überreicht Petrus die Himmelsschlüssel, 1607, Cappella Usimbardi in der Kirche Santa Trinita, Florenz
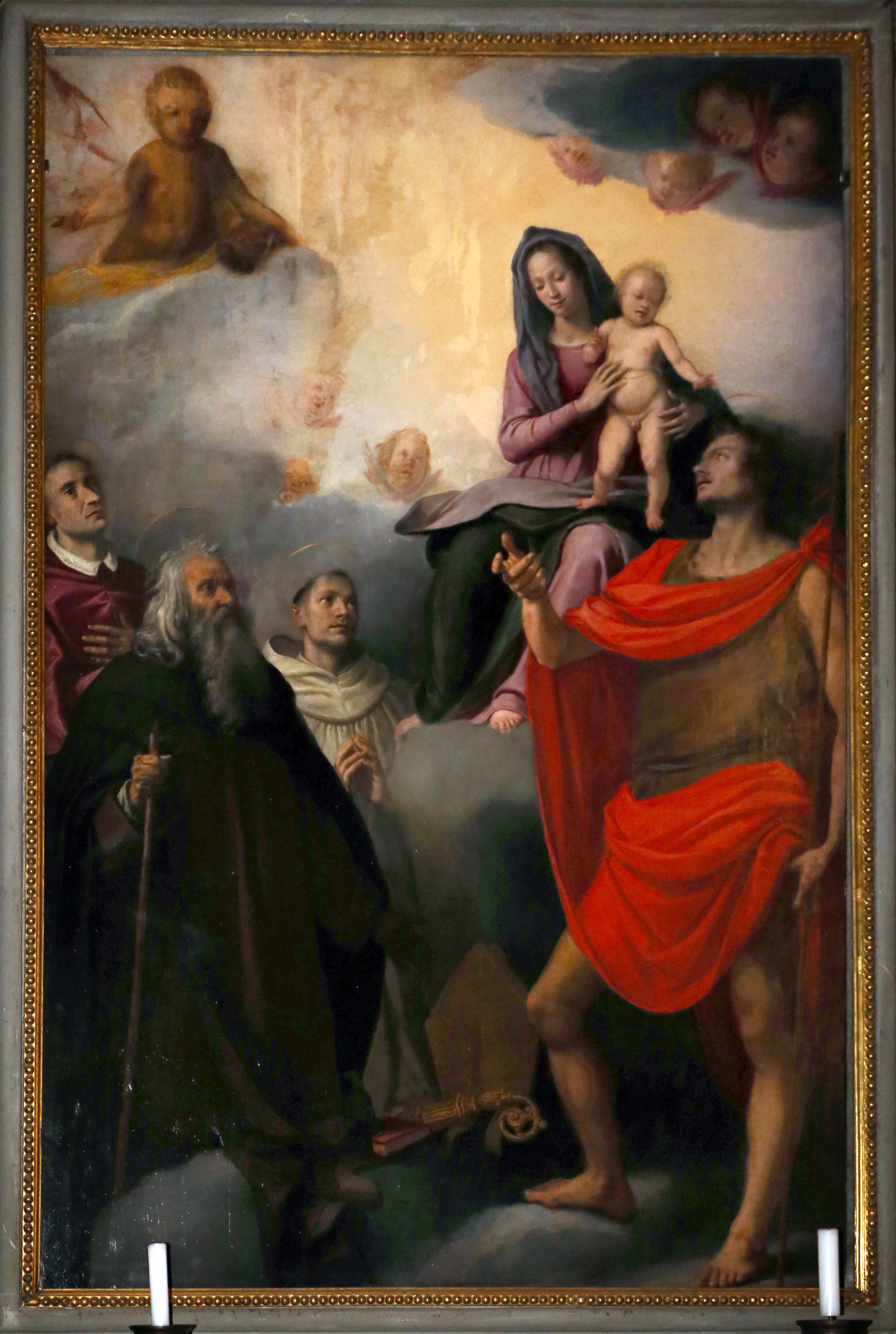
Madonna in Glorie mit Kind und Heiligen, 1606–1609, Santa Lucia dei Magnoli, Florenz
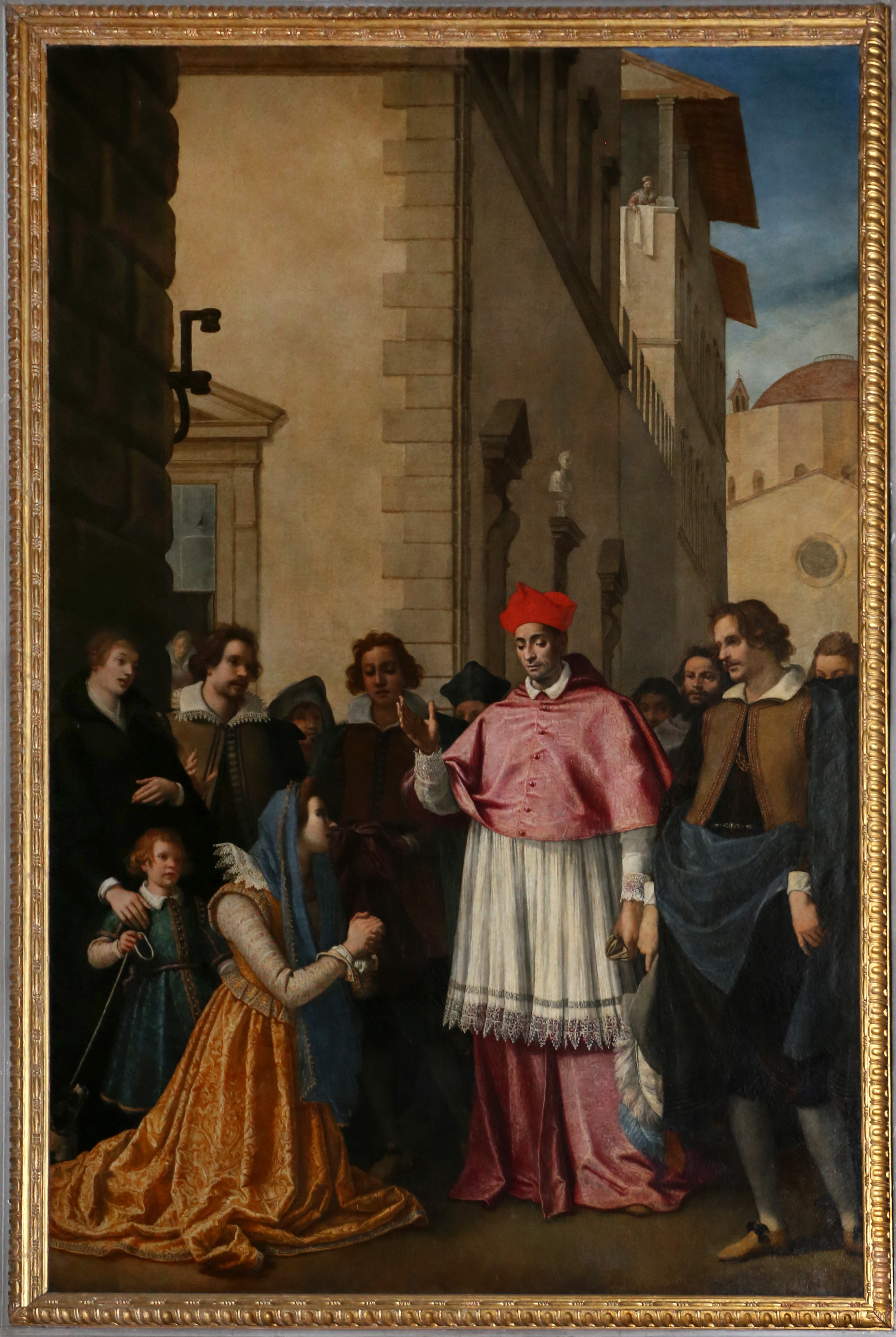
Der Hl. Karl Borromäus mit der Familie Rospigliosi (Rospigliosi-Altar), 1613, San Domenico, Pistoia
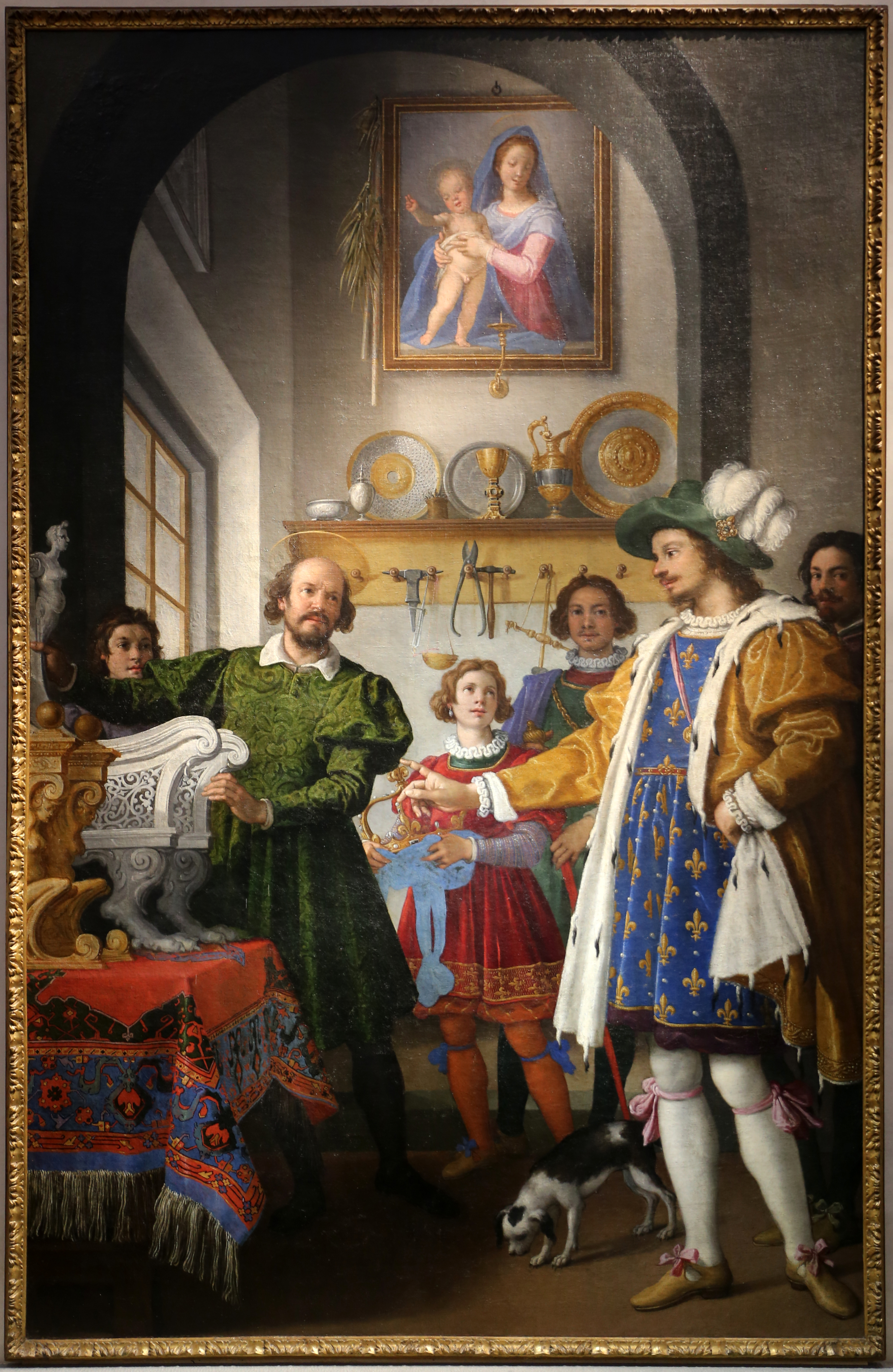
Die Ehrbarkeit des Hl. Eligio, 1614, Uffizien, Florenz
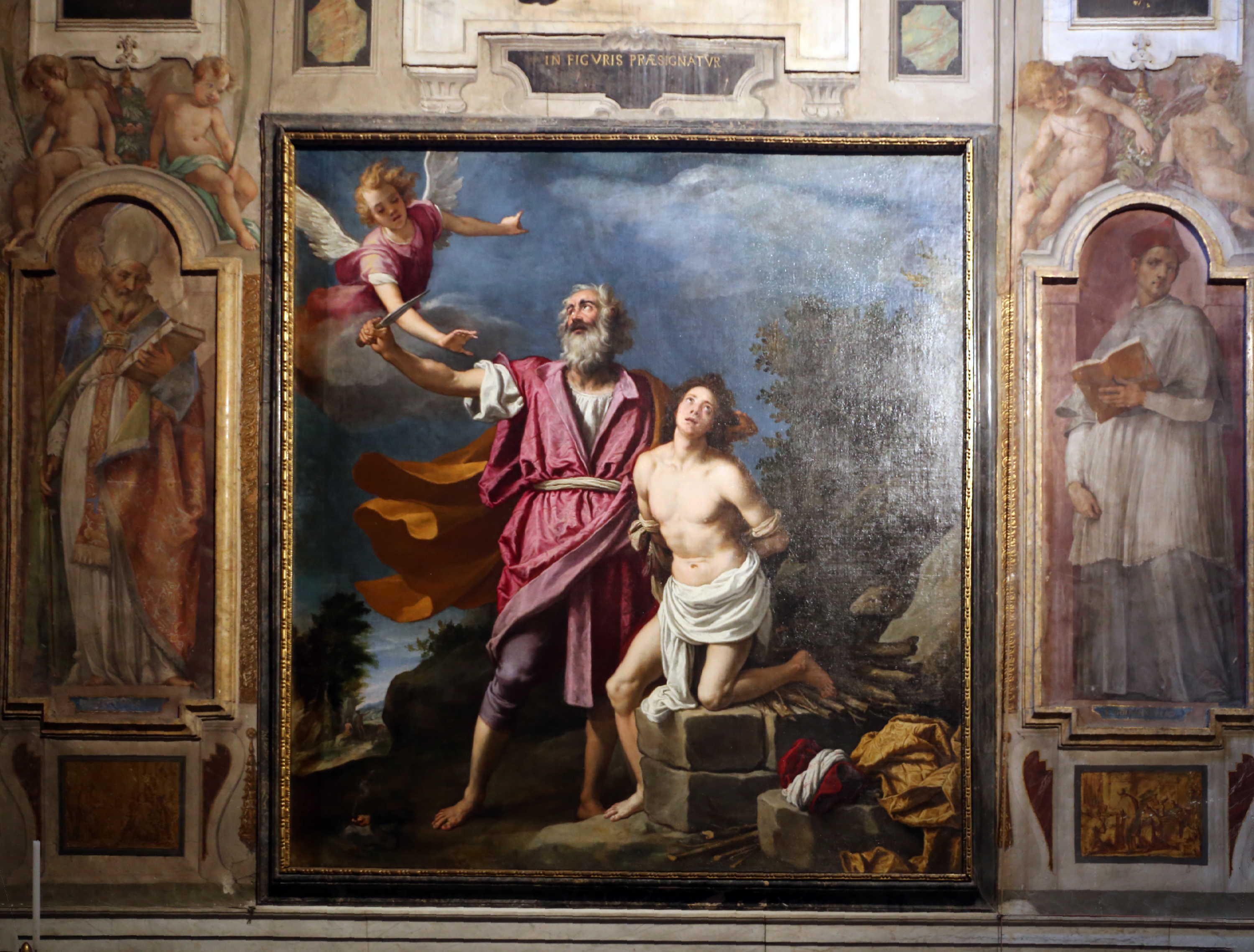
Opfer Isaaks, Cappella Serragli in San Marco, Florenz

## Werke (Auswahl)
- Die Erscheinung der Jungfrau Maria zu Heiligen Lukas und dem Heiligen Ivo, 239 cm × 182 cm, 1579, Louvre, Paris
- Die Hochzeit von Katherina de Medici und Henri IV., 228 cm × 235 cm, Öl auf Leinwand, 1600, Galleria degli Uffizi, Florenz
- Leo X. und Michelangelo über den Plänen von San Lorenzo, 1613, Casa Buonarroti, Florenz
- Opferung Isaaks, 32 cm × 25 cm, Öl auf Kupfer, 1610–1620, Galleria degli Uffizi, Florenz
- Hl. Ivo mit Witwen und Waisen, 288 cm × 212 cm, Öl auf Holz, 1617, Palazzo Pitti, Florenz
- Stillleben mit erlegtem Wild, 119 cm × 152 cm, Öl auf Leinwand, 1624, Galleria degli Uffizi, Florenz